# 旧铸币厂

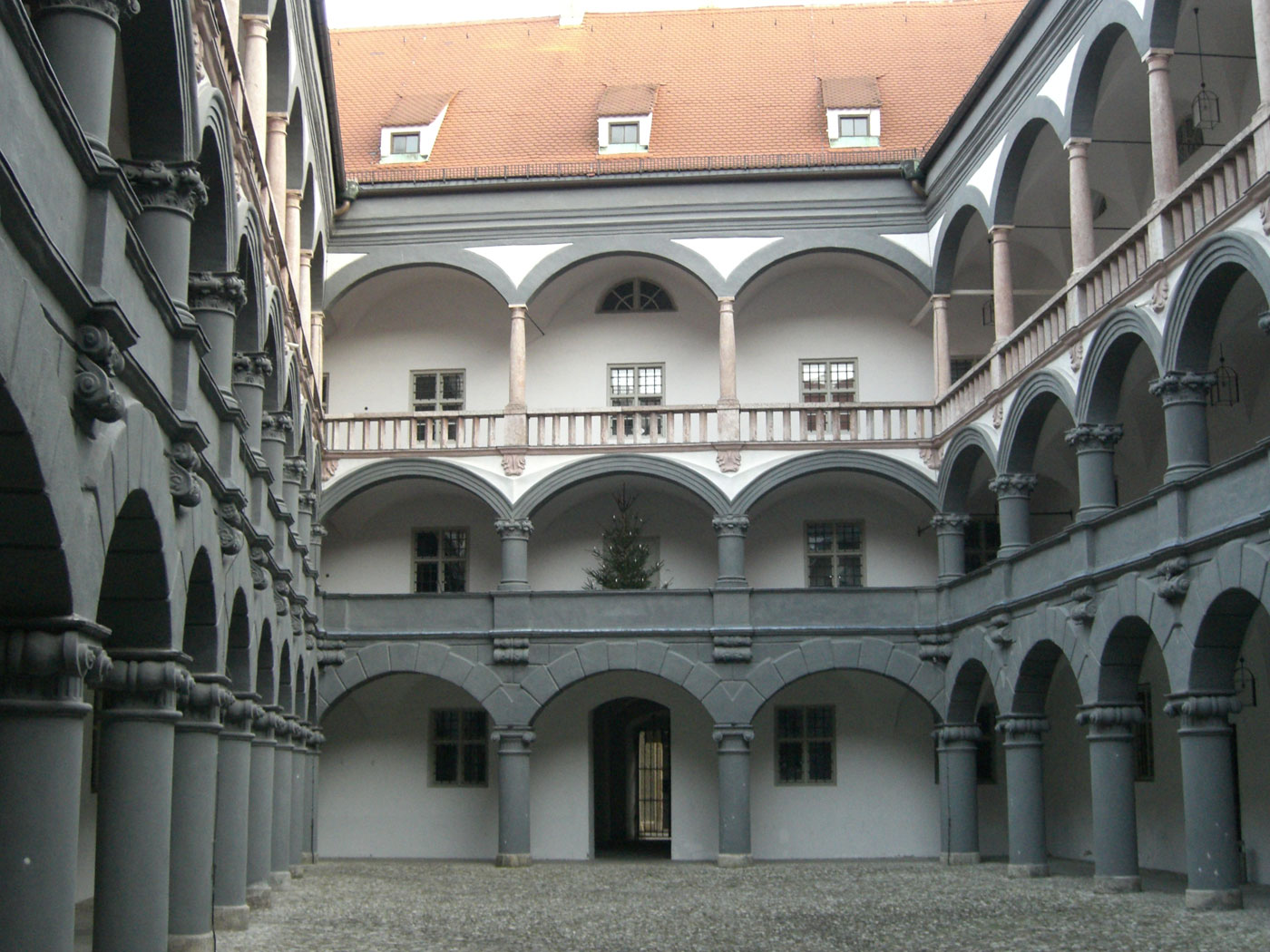
旧铸币厂

旧铸币厂（德語：Alte Münze）是德国慕尼黑的一座文艺复兴建筑。
该建筑原本是巴伐利亚公爵阿尔伯特五世的马厩和珍奇屋艺术收藏室，由皇家建筑师威廉·爱格科尔建于1563年。后来改为铸币厂。其内院一直保持文艺复兴风格的拱廊，而西立面于1809年重新设计为新古典主义风格。北立面采用新哥特式装饰，以与新建的皇家大道马克西米利安大街相适应。南部的一座拱门连接着旧宫廷（Alter Hof）。